# Poznań
Poznań (en polonès, Poznań  /ˈpɔznaɲ/ (?·i); en alemany, Posen; en jiddisch, פּױזן): és una ciutat de Polònia de 567.882 habitants (cens de 2006). Situada a la riba del riu Varta, és una de les poblacions més antigues del país, i un dels seus centres històrics de comerç, indústria i educació. És la cinquena ciutat més gran de Polònia i la quarta més important pel que fa a la indústria. És també la capital administrativa i ciutat més gran del Voivodat de Gran Polònia. Situada a mitjana distància de Berlín (270 qm) i Varsòvia (300 qm) és un important centre de comunicacions, tant a nivell ferroviari com per carreteres i autopistes. És seu, a més, d'un aeroport internacional.
La catedral de Poznań és la més antiga de Polònia i conté les tombes dels seus primers governants: el duc Miecislau I, el rei Boleslau el Valent, Miecislau II, el duc Casimir I, el duc Przemysł I i el rei Przemysł II.
El Museu Nacional de Poznań (polonès: Muzeum Narodowe w Poznaniu), abreujat habitualment com a MNP, és una institució cultural pública i un dels museus més grans de Polònia. Acull una rica col·lecció de pintures poloneses des del segle xvi, i una col·lecció de pintures estrangeres (italiana, espanyola, holandesa i alemanya). El museu també acull col·leccions numismàtiques i una galeria d'arts aplicades.
Poznan és considerada el bressol de Polònia i capital històrica del país, ja que fou residència dels reis polonesos. L'11 de novembre del 2008, data de commemoració de la independència, el president, Lech Kaczyński va declarar la ciutat com Conjunt Històric, en Record de la Memòria Històrica.
Ha estat candidata a ser Capital Europea de la Cultura el 2016.

## Història
Segles abans de la cristianització, Poznan ja era considerada com un important centre polític i cultural de la tribu dels polans occidentals.

## Fills il·lustres
- Moritz Jaffé (1834-1925), compositor musical.
- Krystyna Łyczywek (1920-2021), fotògrafa, traductora i periodista.

## Galeria d'imatges de Poznań

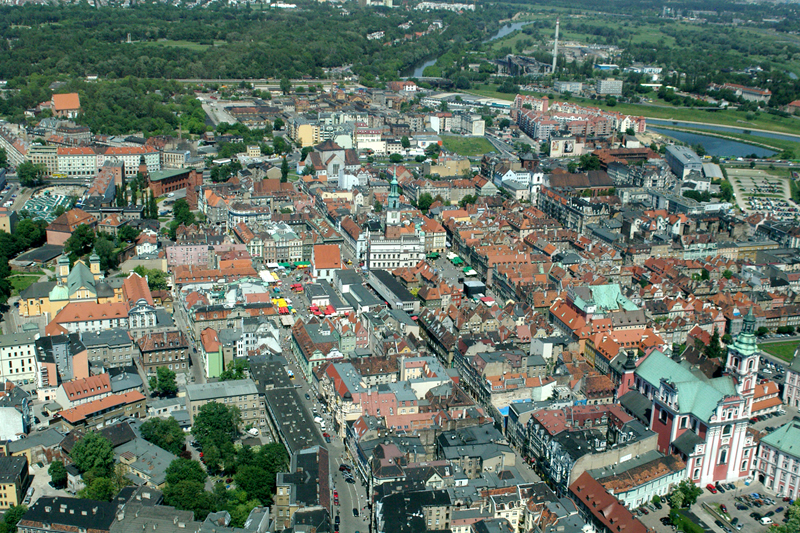
Ciutat Vella
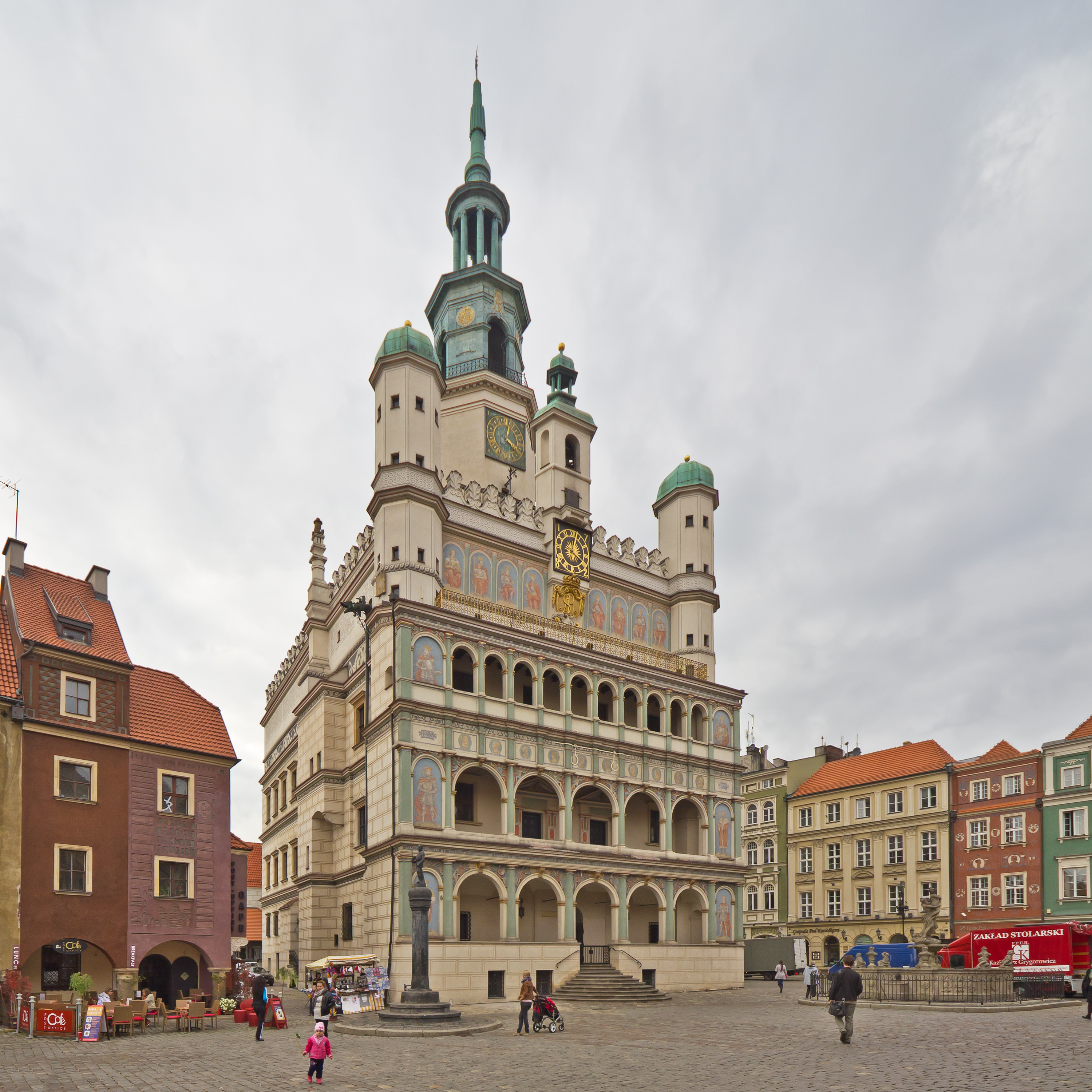
Ajuntament
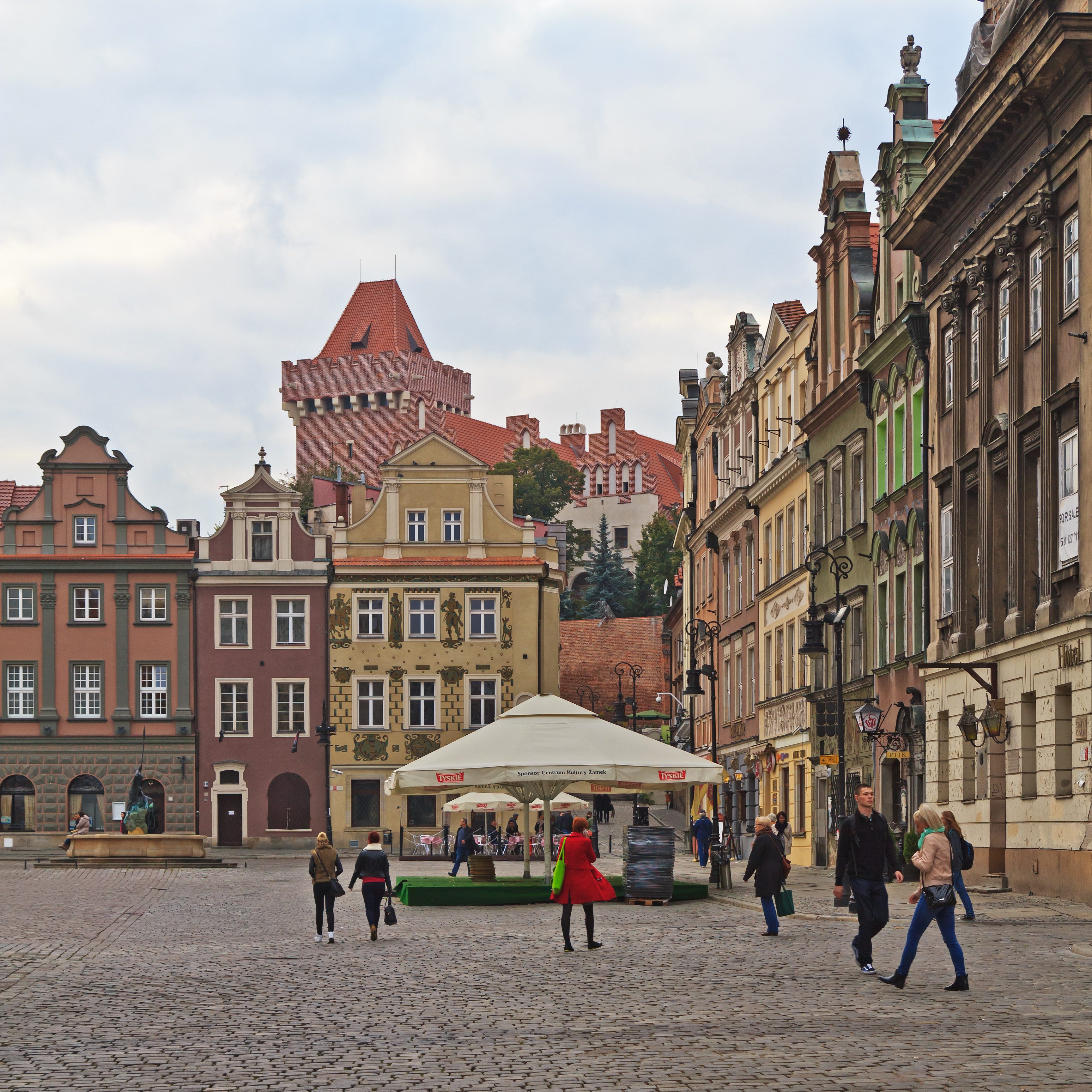
Plaça Vella (Rynek)
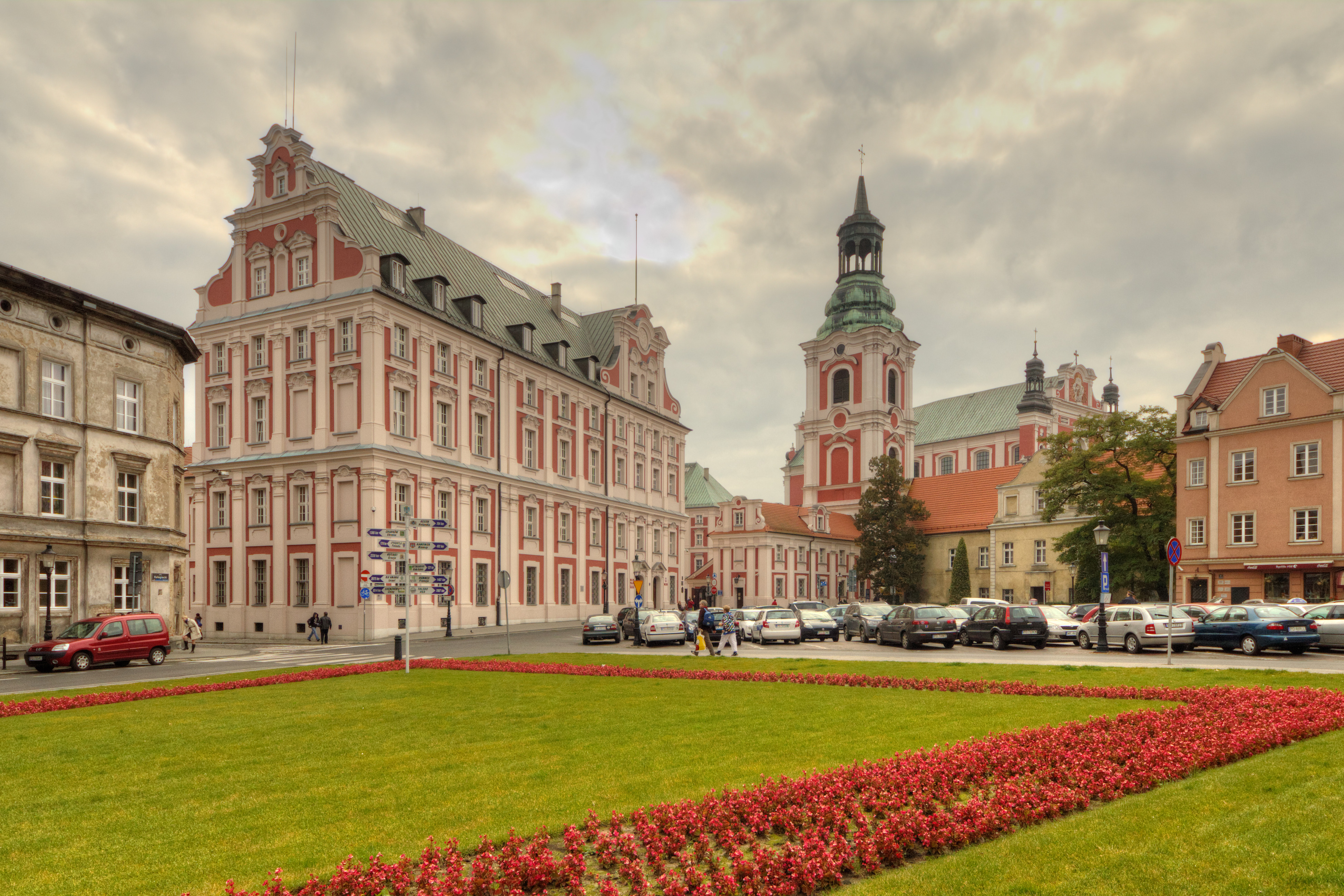
Antic Col·legi dels Jesuïtes
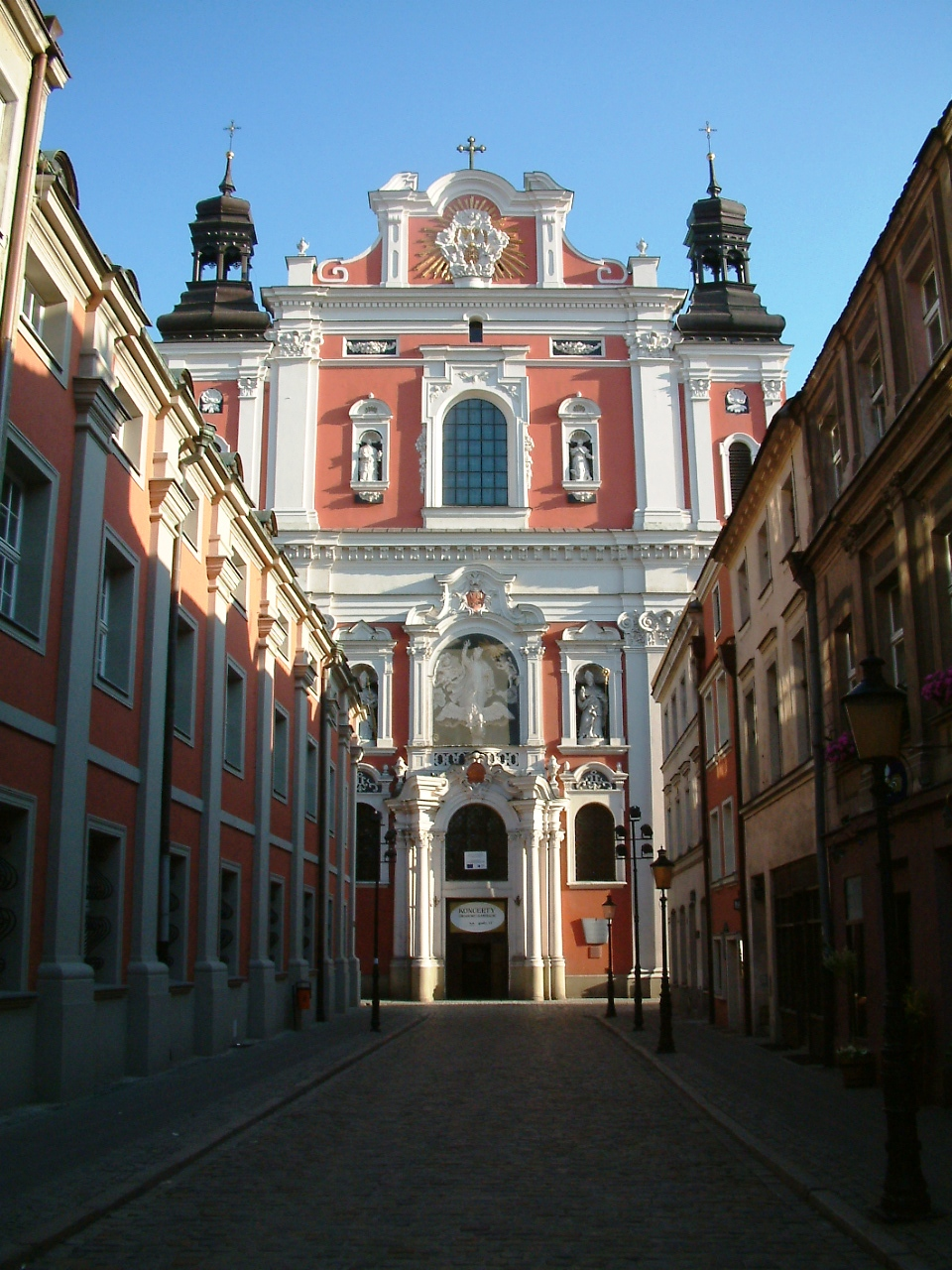
Església parròquial
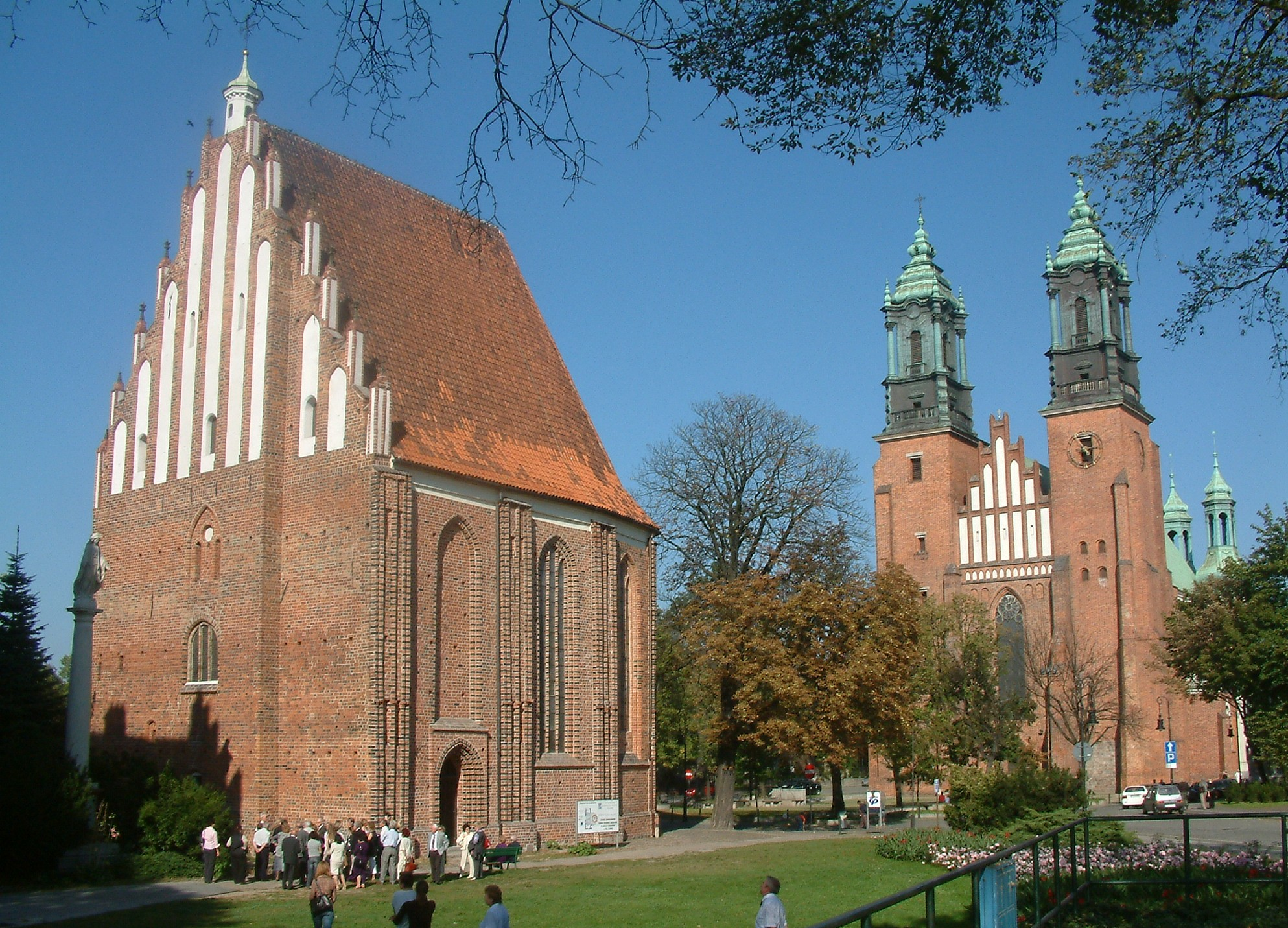
Catedral
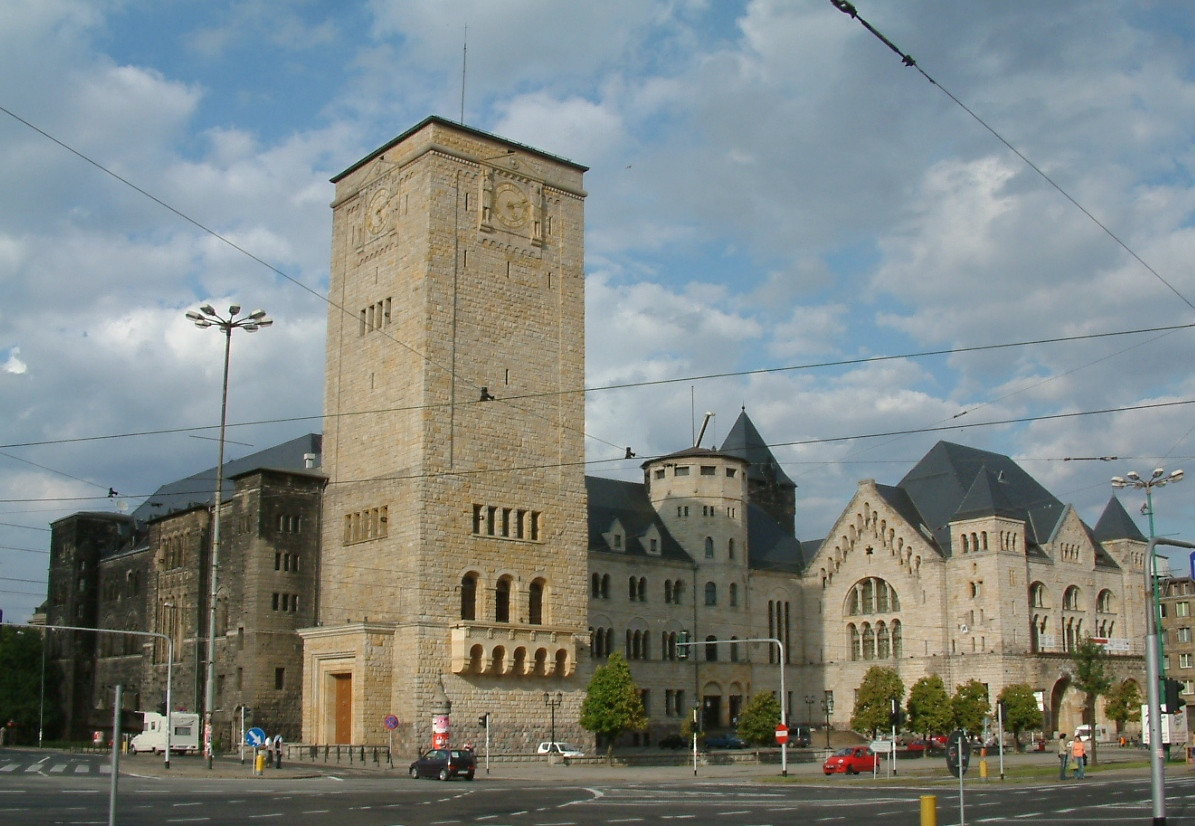
Castell Imperial
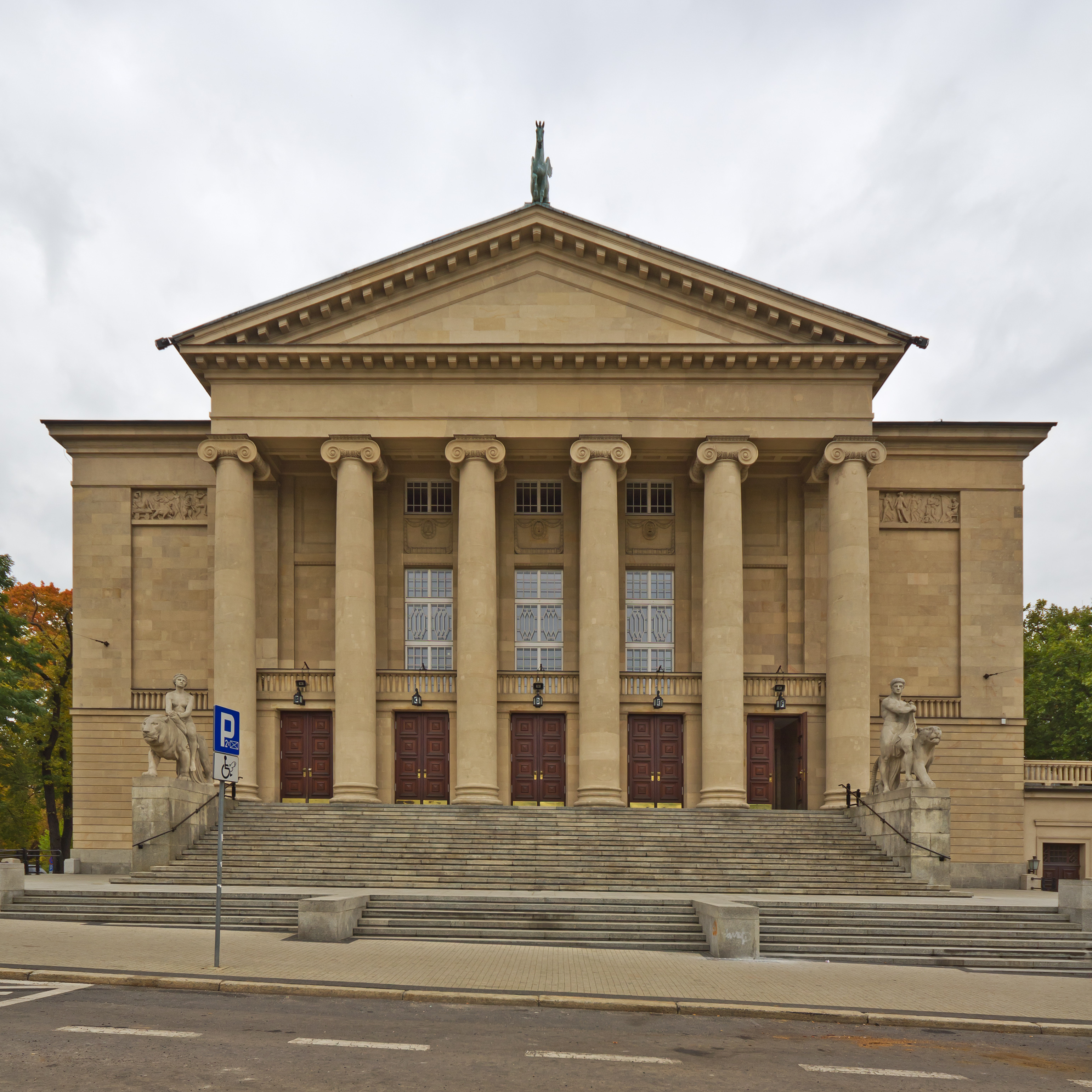
Òpera de Poznań
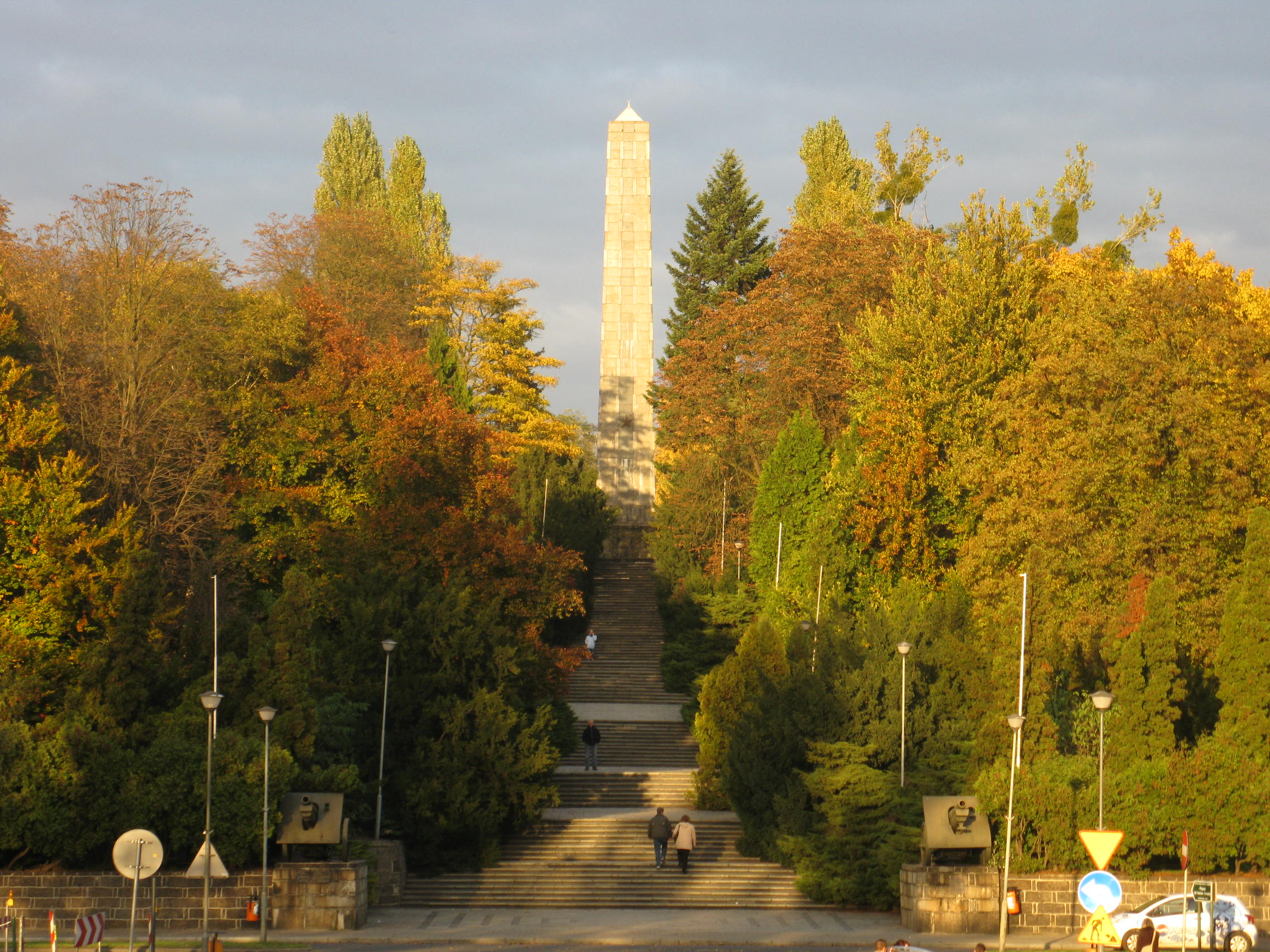
Ciutadella
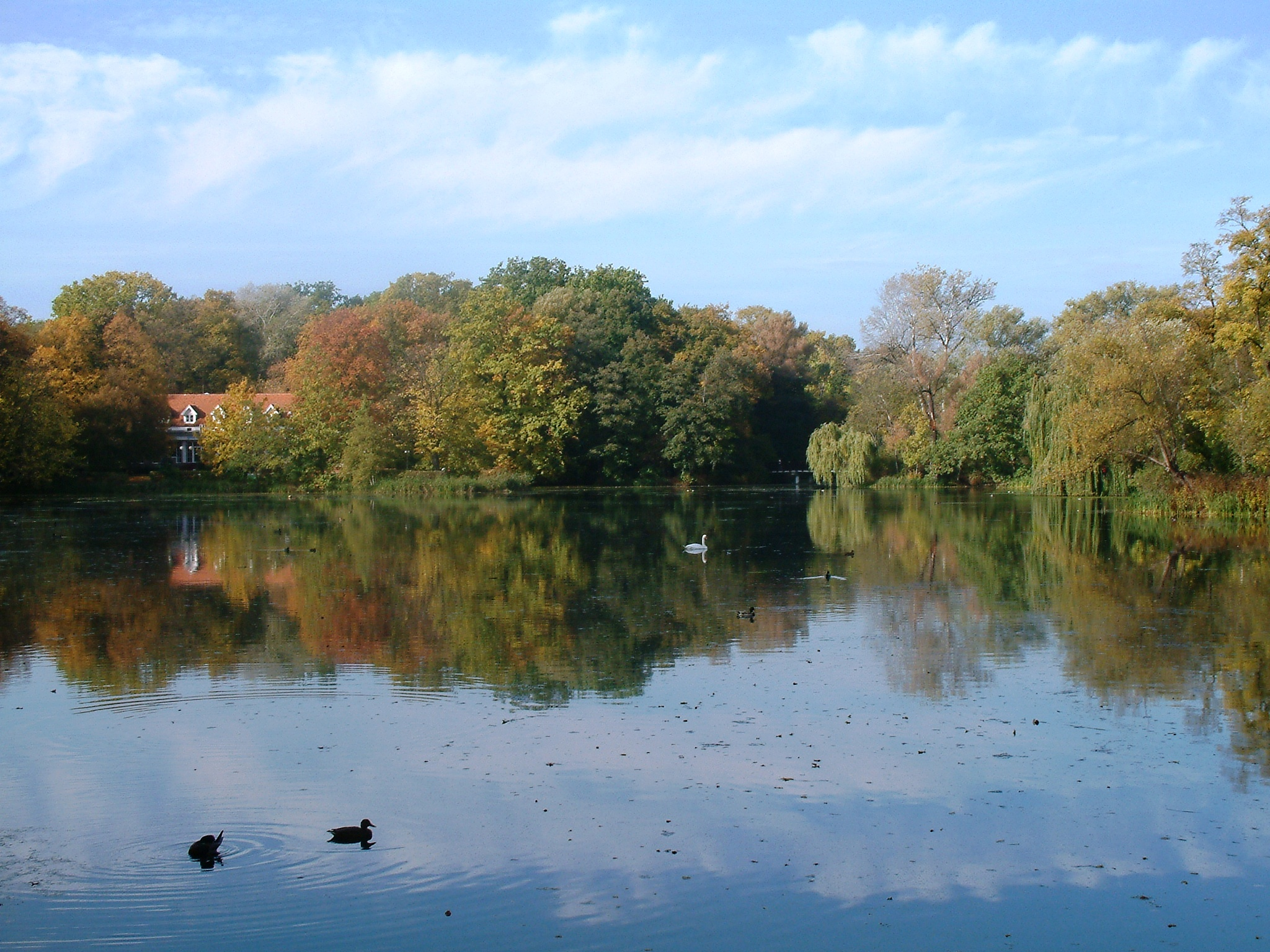
Parc de Solacz
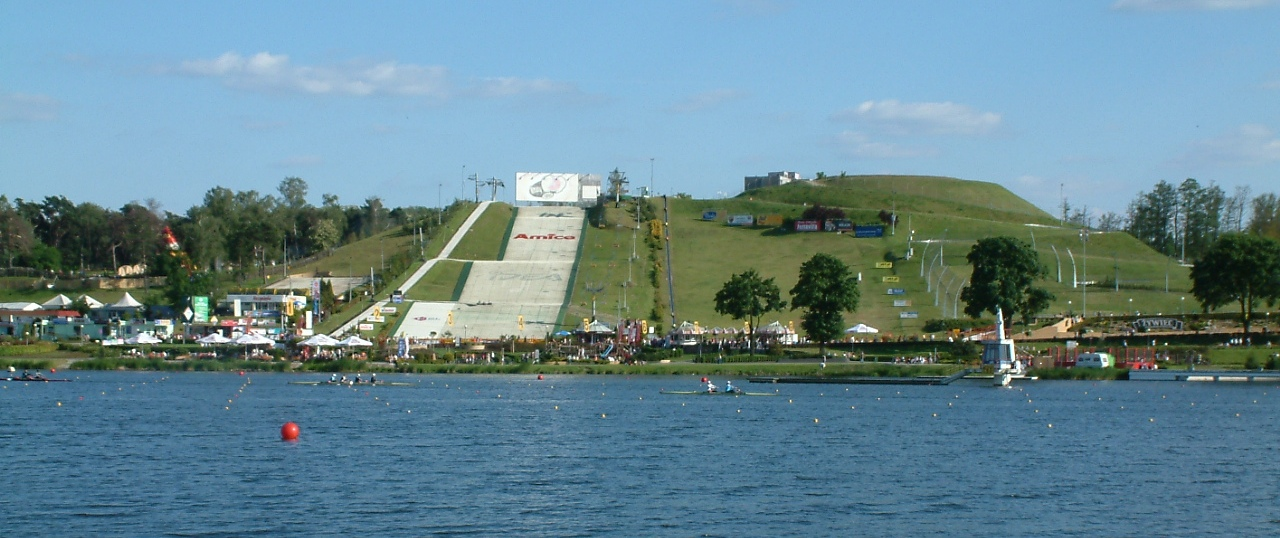
Llac de Malta
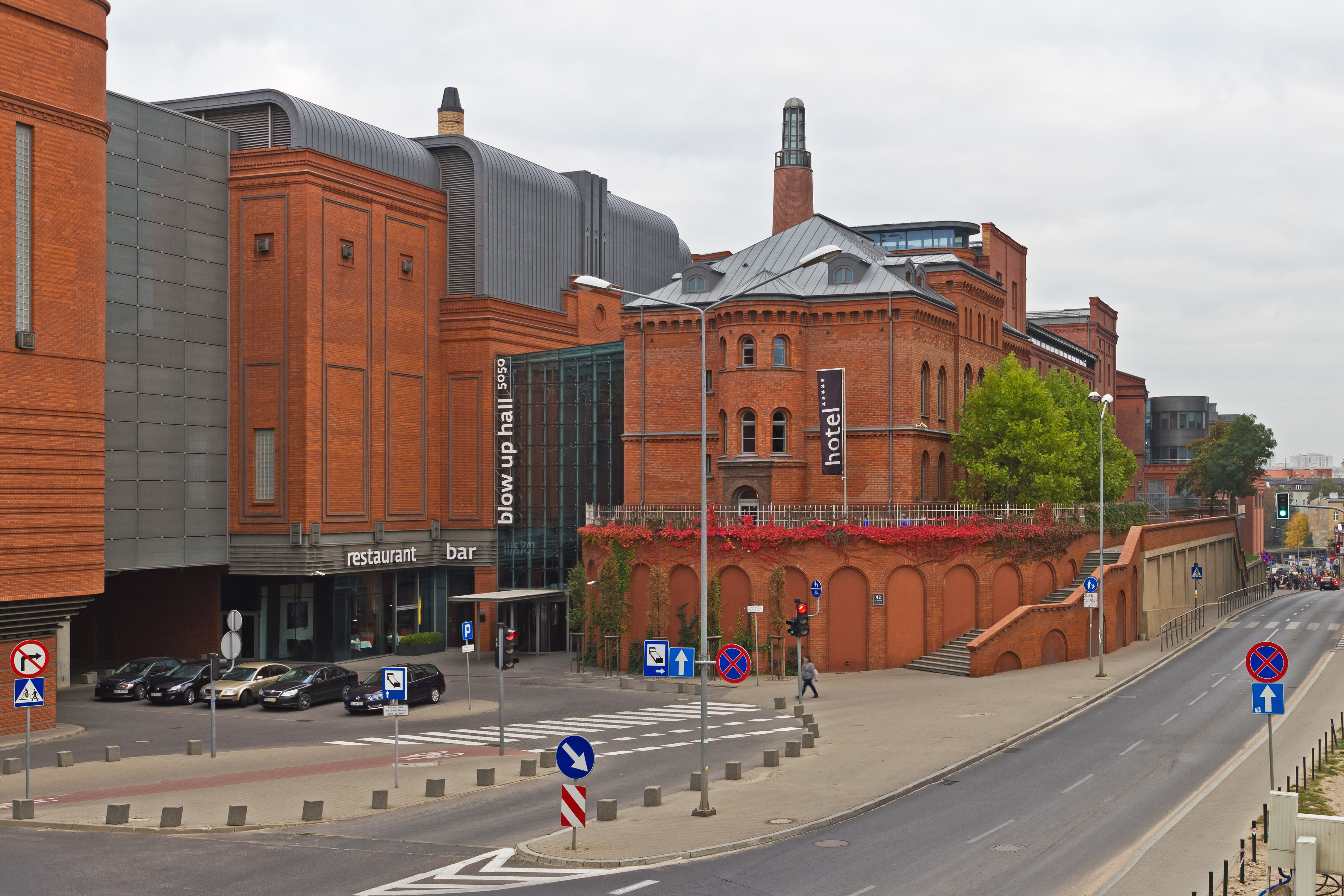
Centre comercial Stary Browar
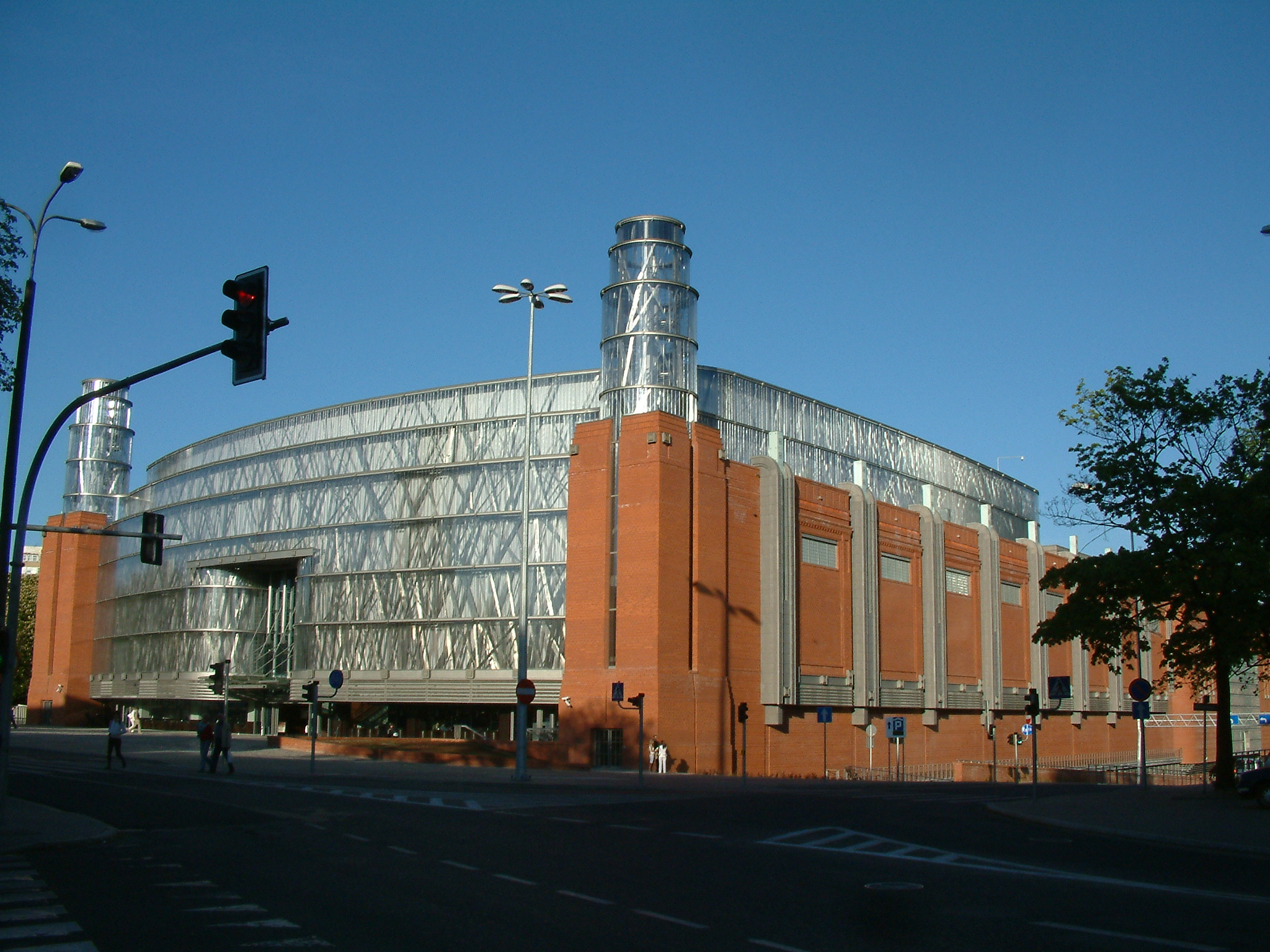
CC Stary Browar
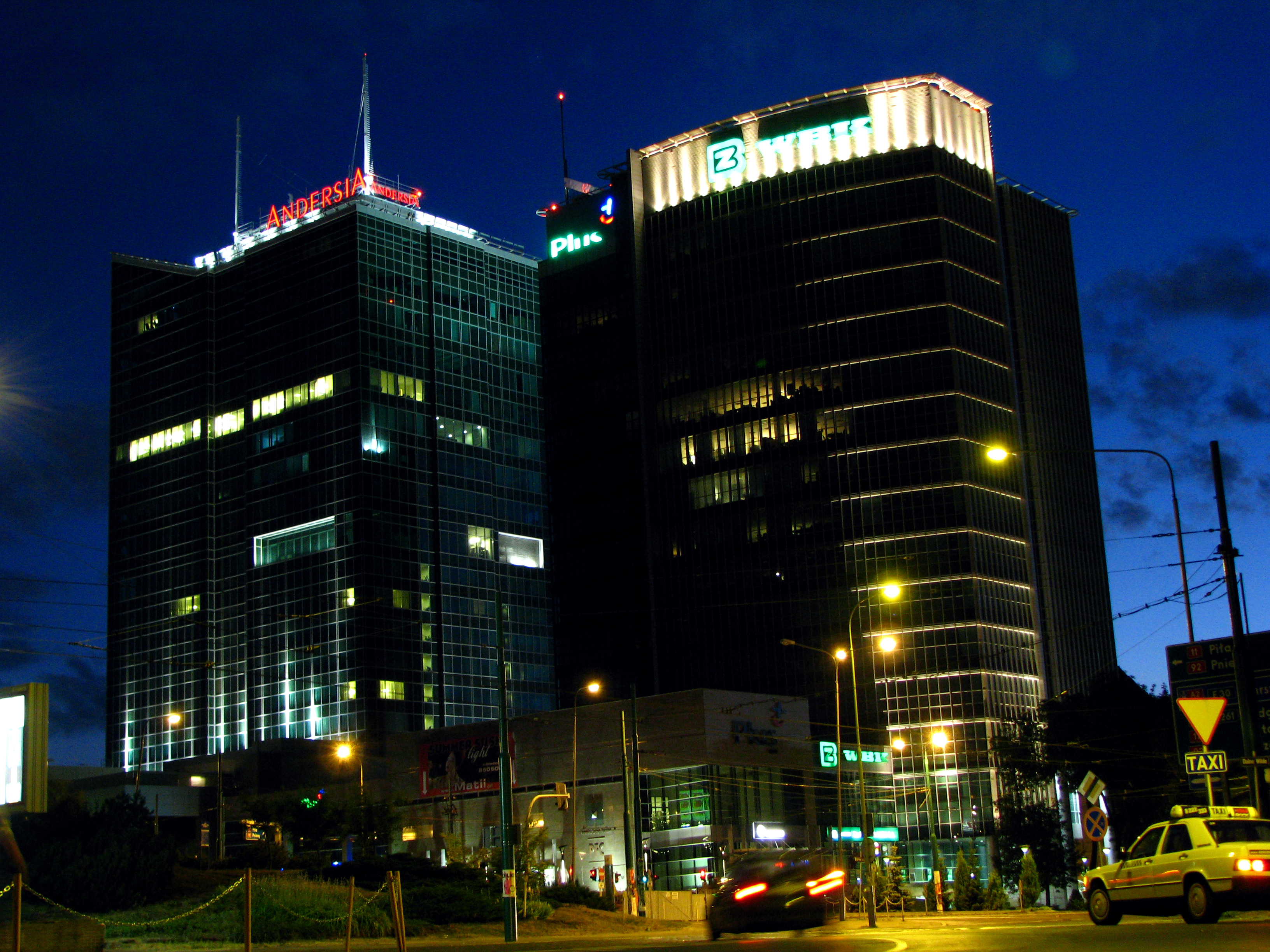
Edifici de l'Hotel Andersia
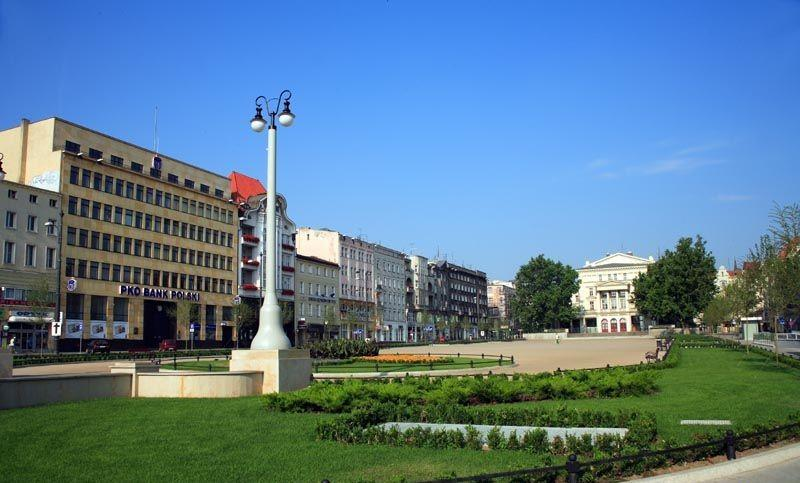
Plaça de la Llibertat